# Llista de topònims de Jafre
Llista de topònims (noms propis de lloc) del municipi de Jafre, al Baix Empordà
Informació actualitzada per un bot. Els canvis manuals es perdran quan s'actualitzi!

## creu de terme
| imatge | Nom             | Ubicat a | instància de  | Detalls                                  | coordenades                                                                                                 | Protecció                                  | Commons (més fotos)    | Dades a WD                    |
| ------ | --------------- | -------- | ------------- | ---------------------------------------- | --- | ------------------------------------------ | ---------------------- | ----------------------------- |
|        | creu de Can Pou | Jafre    | creu de terme | Estil: arquitectura barroca 17th century | 42° 04′ 14″ N, 3° 00′ 46″ E / 42.070544°N,3.012886°E ca:C. de la Creu, a l'entrada sud del poble 32 msnm    | bé integrant del patrimoni cultural català | Creu de Can Pou        | Modifica les dades a Wikidata |
|        | creu del Padró  | Jafre    | creu de terme | Estil: arquitectura popular 20th century | 42° 04′ 30″ N, 3° 00′ 40″ E / 42.0751°N,3.01118°E ca:Carrer del Padró, al costat del camp de futbol 56 msnm | bé integrant del patrimoni cultural català | Creu del Pedró (Jafre) | Modifica les dades a Wikidata |

## església
| imatge | Nom                                   | Ubicat a | instància de    | Detalls                     | coordenades                                                      | Protecció                                  | Commons (més fotos)        | Dades a WD                    |
| ------ | ------------------------------------- | -------- | --------------- | --------------------------- | ---------------------------------------------------------------- | ------------------------------------------ | -------------------------- | ----------------------------- |
|        | Mare de Déu de Gràcia de la Fontsanta | Jafre    | església        | Estil: arquitectura popular | 42° 04′ 33″ N, 3° 00′ 33″ E / 42.0759°N,3.00909°E                | bé integrant del patrimoni cultural català | Santuari de la Fontsanta   | Modifica les dades a Wikidata |
|        | Sant Antoni de la Salvetat            | Jafre    | església ermita | Estil: arquitectura popular | 42° 03′ 54″ N, 3° 00′ 19″ E / 42.0651°N,3.00515°E ca:La Salvetat | bé integrant del patrimoni cultural català | Sant Antoni de la Salvetat | Modifica les dades a Wikidata |
|        | Sant Martí de Jafre                   | Jafre    | església        | Estil: barroc               | 42° 04′ 22″ N, 3° 00′ 39″ E / 42.0727°N,3.01097°E                | bé integrant del patrimoni cultural català | Sant Martí de Jafre        | Modifica les dades a Wikidata |

## masia
| imatge | Nom            | Ubicat a | instància de | Detalls                          | coordenades                                                              | Protecció                                  | Commons (més fotos) | Dades a WD                    |
| ------ | -------------- | -------- | ------------ | -------------------------------- | ------------------------------------------------------------------------ | ------------------------------------------ | ------------------- | ----------------------------- |
|        | Can Colomet    | Jafre    | masia        |                                  | 42° 04′ 15″ N, 3° 00′ 59″ E / 42.0708788439426°N,3.01636735354874°E      |                                            |                     | Modifica les dades a Wikidata |
|        | Can Marull     | Jafre    | masia        |                                  | 42° 04′ 11″ N, 3° 00′ 52″ E / 42.0697262778421°N,3.01432419726782°E      |                                            |                     | Modifica les dades a Wikidata |
|        | Can Parats     | Jafre    | masia        |                                  | 42° 04′ 10″ N, 3° 00′ 40″ E / 42.0694654404179°N,3.01114502600771°E      |                                            |                     | Modifica les dades a Wikidata |
|        | Can Ric        | Jafre    | masia        | Estil: arquitectura popular 1655 | 42° 04′ 13″ N, 3° 00′ 37″ E / 42.070359°N,3.010167°E ca:C. Major 33 msnm | bé integrant del patrimoni cultural català | Can Ric (Jafre)     | Modifica les dades a Wikidata |
|        | Can Terrers    | Jafre    | masia        |                                  | 42° 03′ 56″ N, 3° 00′ 21″ E / 42.0655479776207°N,3.00586226171666°E      |                                            |                     | Modifica les dades a Wikidata |
|        | Mas Canals     | Jafre    | masia        |                                  | 42° 04′ 49″ N, 3° 01′ 03″ E / 42.0801644110067°N,3.0176150004077°E       |                                            |                     | Modifica les dades a Wikidata |
|        | Mas Diego      | Jafre    | masia        |                                  | 42° 04′ 47″ N, 3° 01′ 08″ E / 42.0797679431276°N,3.01875133531732°E      |                                            |                     | Modifica les dades a Wikidata |
|        | Mas Fornesa    | Jafre    | masia        |                                  | 42° 04′ 35″ N, 3° 01′ 15″ E / 42.0765072199482°N,3.02080554226908°E      |                                            |                     | Modifica les dades a Wikidata |
|        | Mas Raimundo   | Jafre    | masia        |                                  | 42° 04′ 05″ N, 3° 01′ 08″ E / 42.06818694°N,3.0188025°E 21 msnm          |                                            |                     | Modifica les dades a Wikidata |
|        | Mas Roig       | Jafre    | masia        | Estil: arquitectura popular      | 42° 03′ 55″ N, 3° 00′ 21″ E / 42.0653°N,3.00589°E                        | bé integrant del patrimoni cultural català |                     | Modifica les dades a Wikidata |
|        | Mas Saguer     | Jafre    | masia        |                                  | 42° 04′ 33″ N, 3° 01′ 11″ E / 42.0758499153451°N,3.01982611112058°E      |                                            |                     | Modifica les dades a Wikidata |
|        | Mas d'en Boira | Jafre    | masia        |                                  | 42° 04′ 22″ N, 3° 01′ 00″ E / 42.0728782431487°N,3.01675470012222°E      |                                            |                     | Modifica les dades a Wikidata |
|        | Masos d'en Tià | Jafre    | masia        |                                  | 42° 04′ 50″ N, 3° 01′ 05″ E / 42.0805786347266°N,3.01811080454745°E      |                                            |                     | Modifica les dades a Wikidata |
|        | la Salvetat    | Jafre    | masia        |                                  | 42° 03′ 52″ N, 3° 00′ 22″ E / 42.0644131422514°N,3.00601928730931°E      |                                            |                     | Modifica les dades a Wikidata |

## muntanya
| imatge | Nom               | Ubicat a | instància de | Detalls | coordenades                                                        | Protecció | Commons (més fotos) | Dades a WD                    |
| ------ | ----------------- | -------- | ------------ | ------- | ------------------------------------------------------------------ | --------- | ------------------- | ----------------------------- |
|        | Muntanya de Jafre | Jafre    | muntanya     |         | 42° 04′ 54″ N, 3° 01′ 06″ E / 42.08169444°N,3.01819611°E 71.3 msnm |           |                     | Modifica les dades a Wikidata |
|        | Puig d'en Ponç    | Jafre    | muntanya     |         | 42° 04′ 05″ N, 3° 00′ 30″ E / 42.0681°N,3.00836°E 38.1 msnm        |           |                     | Modifica les dades a Wikidata |

## pont
| imatge | Nom            | Ubicat a | instància de | Detalls | coordenades                                                         | Protecció | Commons (més fotos) | Dades a WD                    |
| ------ | -------------- | -------- | ------------ | ------- | ------------------------------------------------------------------- | --------- | ------------------- | ----------------------------- |
|        | Pont Tapat     | Jafre    | pont         |         | 42° 03′ 44″ N, 3° 01′ 17″ E / 42.0622227057274°N,3.02141729012144°E |           |                     | Modifica les dades a Wikidata |
|        | Pont de l'Illa | Jafre    | pont         |         | 42° 04′ 23″ N, 3° 00′ 31″ E / 42.07299622678°N,3.00863122514819°E   |           |                     | Modifica les dades a Wikidata |
|        | Pont del Pla   | Jafre    | pont         |         | 41° 58′ 29″ N, 3° 00′ 39″ E / 41.9746526465838°N,3.0108146627601°E  |           |                     | Modifica les dades a Wikidata |

## Misc
| imatge | Nom                        | Ubicat a                                                                | instància de                                                                   | Detalls                                                 | coordenades                                                                                             | Protecció                                            | Commons (més fotos)                   | Dades a WD                    |
| ------ | -------------------------- | ----------------------------------------------------------------------- | ------------------------------------------------------------------------------ | ------------------------------------------------------- | --- | ---------------------------------------------------- | ------------------------------------- | ----------------------------- |
|        | Castell de Jafre           | Jafre                                                                   | castell                                                                        | Estil: arquitectura gòtica 13rd century                 | 42° 04′ 22″ N, 3° 00′ 40″ E / 42.0727°N,3.01109°E ca:C. de la Creu 42 msnm                              | bé d'interès cultural bé cultural d'interès nacional | Castell de Jafre                      | Modifica les dades a Wikidata |
|        | Font Santa de Jafre        | Jafre                                                                   | font                                                                           | Estil: arquitectura popular                             | 42° 04′ 33″ N, 3° 00′ 32″ E / 42.0758°N,3.00895°E                                                       | bé integrant del patrimoni cultural català           | Font Santa de Jafre                   | Modifica les dades a Wikidata |
|        | Jafre                      | Jafre                                                                   | entitat singular de població ens local històric de Catalunya capital municipal | 387 hab                                                 | 42° 04′ 21″ N, 3° 00′ 38″ E / 42.07254°N,3.01062°E 41 msnm                                              |                                                      |                                       | Modifica les dades a Wikidata |
|        | Molí                       | Jafre                                                                   | molí d'aigua                                                                   |                                                         | 42° 03′ 54″ N, 3° 00′ 16″ E / 42.064906°N,3.004533°E                                                    | bé integrant del patrimoni cultural català           |                                       | Modifica les dades a Wikidata |
|        | Rec del Molí               | Colomers Jafre Verges la Tallada d'Empordà Bellcaire d'Empordà l'Escala | canal de reg                                                                   |                                                         | 42° 04′ 57″ N, 2° 59′ 20″ E / 42.0826°N,2.98899°E                                                       |                                                      | Rec del Molí (marge esquerre del Ter) | Modifica les dades a Wikidata |
|        | Serra del Mig              | Colomers Garrigoles Jafre Vilopriu                                      | serra                                                                          | Llarg: 1.8km                                            | 42° 05′ 34″ N, 3° 00′ 08″ E / 42.0927°N,3.00229°E 84.5 msnm                                             |                                                      |                                       | Modifica les dades a Wikidata |
|        | Ter                        | Ripollès Osona Selva Gironès Baix Empordà                               | curs d'aigua riu principal                                                     | Desemboca: mar Mediterrània Llarg: 208km Conca: 3010km² | 42° 25′ 40″ N, 2° 15′ 24″ E / 42.427778°N,2.256667°E 42° 01′ 24″ N, 3° 11′ 31″ E / 42.02347°N,3.19187°E |                                                      | Ter River                             | Modifica les dades a Wikidata |
|        | casa consistorial de Jafre | Jafre                                                                   | casa consistorial                                                              |                                                         | 42° 04′ 19″ N, 3° 00′ 39″ E / 42.0719761°N,3.0107611°E                                                  |                                                      |                                       | Modifica les dades a Wikidata |
|        | l'Illa d'Avall             | Jafre                                                                   | indret                                                                         |                                                         | 42° 03′ 29″ N, 3° 00′ 12″ E / 42.058094°N,3.003431°E                                                    |                                                      |                                       | Modifica les dades a Wikidata |